# Rei An
El Rei An (xinès: 韩王安; pinyin: Hán Wáng Ān) (mort el 226 aC), nom ancestral Jì (姬), nom de clan Hán (韩), nom personal Ān (安), va ser el governant de l'Estat de Han entre 238 aC i 230 aC. Va ser el fill del Rei Huanhui. El 233 aC, el Rei An va enviar a Han Fei a Qin per sol·licitar ser vassalls. No obstant això, Han Fei va ser ajusticiat. El 231 aC, el Rei An va oferir Nanyang (南阳), una zona al voltant de l'actual Mont Wangwu, a Qin. En el 9è mes del mateix any, Qin va enviar a Neshi Teng (内史腾) per a rebre el territori. En el següent any (230 aC), Qin va despatxar a Neishi Teng a atacar Han. El Rei An va ser capturat i l'Estat de Han va deixar-hi d'existir. Qin llavors va crear la Comandància de Yingchuan a partir del territori Han conquerit. El 226 aC, l'antiga noblesa de Han va sollevar-se de manera infructuosa, i An va faltar el mateix any.